# Wörlitz
Wörlitzⓘ

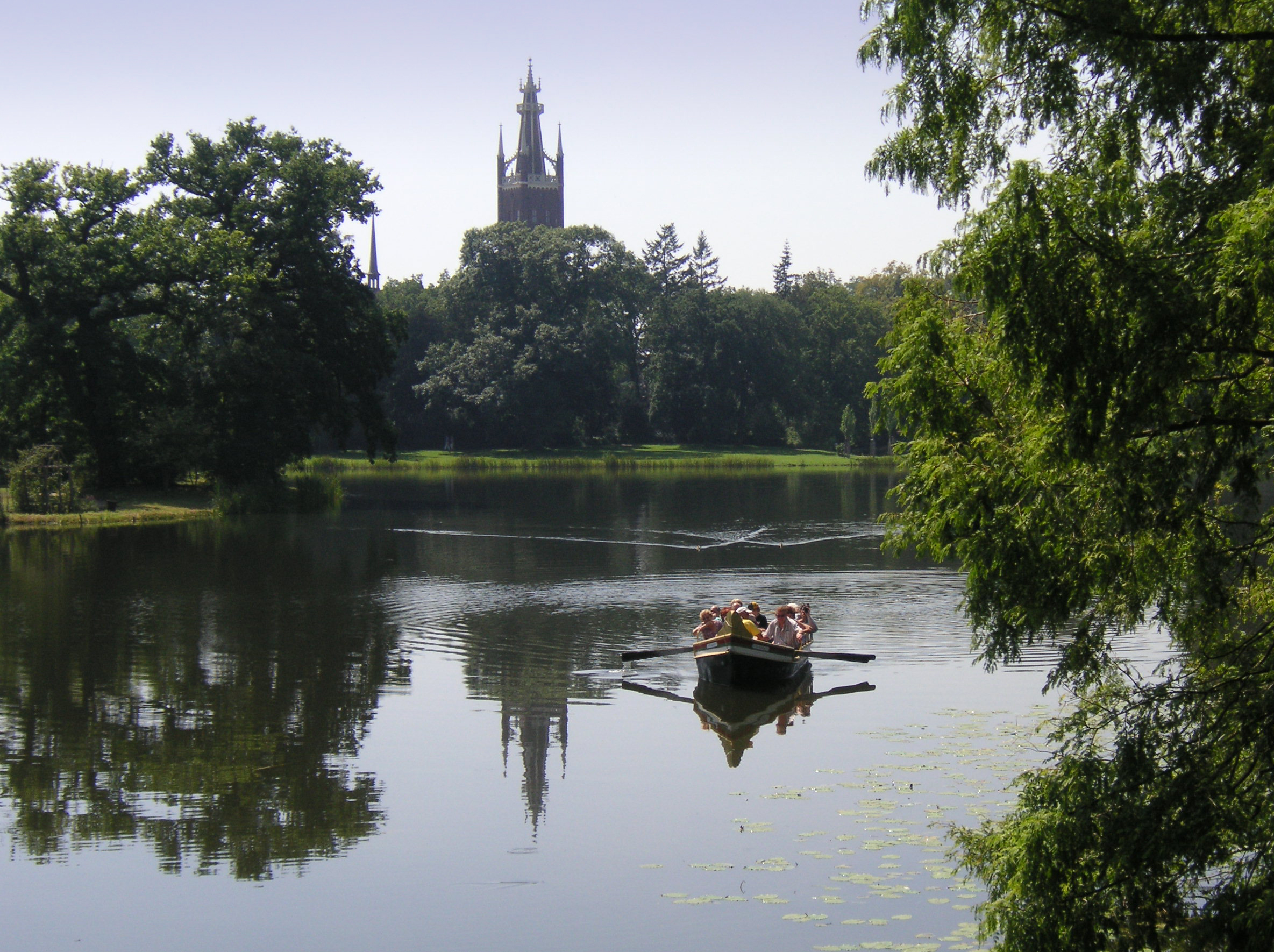
Lacul, cu biserica St. Petri

Wörlitz este un oraș din landul Saxonia-Anhalt, Germania.